# إموري أبتون
إموري أبتون (بالإنجليزية: Emory Upton) هو ضابط أمريكي، ولد في 27 أغسطس 1839 في باتافيا في الولايات المتحدة، وتوفي في 15 مارس 1881 في سان فرانسيسكو في الولايات المتحدة.